# Харківська спеціалізована музично-театральна бібліотека
Ха́рківська спеціалізо́вана музи́чно-театра́льна бібліоте́ка — спеціалізована бібліотека по галузях мистецтва, проблем культури, художньої літератури; найстаріша подібна в Україні, єдина в Східному регіоні.
ХСМТБ — помітний інформаційний та культурний центр, який сприяє розвитку і популяризації культури і мистецтва. Відомості про бібліотеку внесено до міжнародного довідника «Хто є хто в музиці» (видавництва Гарвардського університету) і є першою в Україні бібліотекою загальнохудожнього профілю, доступною для всіх верств населення. Читачами бібліотеки є діячі культури і мистецтва, керівники колективів художньої самодіяльності, викладачі, студенти та учні закладів мистецтв різного рівня, меломани та поціновувачи театру.

## Структура
Бібліотека має 5 відділів: мистецтв та художньої літератури, нотно-музичний, довідково-бібліографічний, рідкісної книги, комплектування та обробки. Діють три профільних читальних зали та два абонементи, медіатека.

## Фонди
Фонд ХСМТБ нараховує 157 тис. примірників видань з мистецтва, культури, краєзнавства, 13 тис. примірників грамплатівок, 35 тис. нотних видань, колекцію слайдів, діафільмів, відеокасет, CD і щорічно поповнюється на 2000 прим. видань. МСМТБ має спеціальні фонди: фонд газетно-журнальних вирізок (колекція майже за 50 років з інформацією про персони та спектаклі, тематичні підбірки). Архівний фонд ХСМТБ містить особисті архіви композиторів М. Кармінського, Н. Юхновської, В. Борисова, Б. Яровинського, О. Мамонтова, О. Жука, музикознавців Г. Тюменєвої, З. Юферової, Й. Миклашевського, бібліографа Е. Беркович, драматурга З. Сагалова, письменника В. Добровольського, актора Ю. Жбакова та інших.
У краєзнавчому фонді зберігаються матеріали про діячів культури і мистецтва Харкова, старовинні і рідкісні видання.

## Режим роботи
вівторок — четвер: з 10:00 до 18:00 

субота, неділя — з 10:00 до 17:00 

Вихідний день — понеділок. 

Останній день місяця — санітарний.

## Історія
Бібліотека заснована в 1955 р. за ініціативою професора, доктора мистецтвознавства Валерія Ківовича Айзенштадта.
В 1956–2005 р. її директорами були: Л. Л. Чудновська, С. М. Славуцька, І. О. Аввакумова. Більше 20 років тут працювала відомий бібліограф Есфір Семенівна Беркович.
У 2008-му році бібліотека перейшла у відання міської ради. Тоді ж почався ремонт. Спочатку провели реконструкцію опалення та освітлення, замінили вікна, сантехніку.
Потім відремонтували відділ мистецтв та художньої літератури та довідково-бібліографічного відділу.
У 2009 було відремонтовано концертну залу, хол та вестибюль. 2010 року відремонтовано 2-й поверх бібліотеки, де розташовується нотно-музичний відділ, медіатека, інформаційний центр. У бібліотеці з'явились нові меблі, комп'ютери та фонд поповнився на 481 екземплярами літератури.
30 квітня 2024 позбавлена імені Станіславського у назві, в межах процесів деколонізації, що розпочалися після російського військового вторгнення в Україну.

## Послуги
Бібліотека надає читачам послуги з пошуку та копіювання інформації, користування Інтернетом, виконує довідки з питань культури і мистецтва, проводить цікаві культурно-масові заходи, інформує спеціалістів про нові професійні видання, популяризує мистецькі твори.
Бібліотека співпрацює з харківськими телеканалами, газетами, видавництвами, навчальними закладами, надаючи їм потрібну методичну та інформаційну допомогу. За створення на базі бібліотеки культурного центру бібліотека відзначена Харківською муніципальною премією, почесними грамотами Міністерства культури України.
З листопада 2007 року бібліотека перейшла на фінансування з міського бюджету. До того вона фінансувалася з Харківського районного бюджету.

## Культурно-просвітницька діяльність
ХСМТБ постійно проводить культурні та освітні заходи: камерні музичні концерти, кіновечори, лекції, тренінги, виставки народного мистецтва, живопису та фотоекспозиції.
Для поціновувачів історії Харкова діє щомісячний проєкт краєзнавця Георгія Нікольського «Харків на старих світлинах».